# Thecla promissa
Thecla promissa är en fjärilsart som beskrevs av Heinrich Benno Möschler 1883. Thecla promissa ingår i släktet Thecla och familjen juvelvingar. Inga underarter finns listade i Catalogue of Life.